# Fuskbyggarna
Fuskbyggarna är ett kombinerat inrednings- och samhällsprogram som sändes i TV4 2010–2014 och 2016–2017. I programmet mötte en snickare och en journalist konsumenter som drabbats av problem vid husbyggen efter att de hade hamnat i konflikt med byggherren varpå bygget avstannat. I programmet fick dessa personer hjälp att helt eller delvis få bygget färdigställt av ett byggteam medan redaktionen sökte upp byggherren för att ställa denne mot väggen. Fuskbyggarna har sänts årligen i totalt sju säsonger och programledare har varit Martin Timell (2010–2014 och 2016), Lennart Ekdal (2010–2013), Per Nyberg (2014), Anders Öfvergård (2016–2017) och Josephine Freje Simonsson (2017).
Programmet har fällts flera gånger i Granskningsnämnden för brist på saklighet och redaktionen har kritiserats av Journalistförbundets yrkesetiska nämnd för att regelbundet använda dold kamera och överraskningsintervjuer. 

## Om programmet
Programmet handlar om konsumenter som anlitat hantverkare för åtgärder i bostaden. Under arbetet har tvister uppstått mellan parterna som har lett till att byggprocessen har avstannat som har gjort att konsumenten söker hjälp av TV4-programmet Fuskbyggarna för att kunna åtgärda det som inte har blivit klart. De personer som programmet har hjälpt får först och främst hjälp att helt eller delvis färdigställa arbetet och dessutom konfronterar programmets redaktionen den hantverkare som från början utförde arbetet. Denne ges då möjlighet att få ge sin version av händelseförloppet men oftast bara under några få minuter, något som TV4 har kritiserats för av både Granskningsnämnden och Journalistförbundets yrkesetiska nämnd. 
I vissa säsonger har redaktionen även "testat" hantverkarens kunskaper innan konfrontationen genom att redaktionsmedlemmar kontaktar hantverkaren i ett liknande syfte som konsumenten gjorde. De stämmer sedan träff med hantverkaren på en bestämd plats och om hantverkaren dyker upp till mötet ställs olika byggfrågor till denne, som i vissa säsonger har kommenterats av Jan Söderström från Villaägarnas riksförbund. Hela mötet filmas med dolda kameror. 
När mötet är över dyker en av seriens programledare upp (Lennart Ekdahl, Per Nyberg eller Anders Öfvergård) för att ställa hantverkaren mot väggen gällande det aktuella byggfallet. I en del avsnitt har det hänt att programmet inte har fått tag på den hantverkare som personen/familjen anlitat, varför en konfrontation sker över telefon eller inte alls. Den utpekade hantverkaren fick i säsongerna 2010–2013 möjligheten att ge ett  skriftligt genmäle, som visades upp i samband med eftertexterna.

### Kritik
Programmet har kritiserat för att bara ha speglat en sida av saken och att man därigenom inte har iakttagit kravet på saklighet. Flera fall i den andra säsongen fick kraftig kritik av de utpekade byggarna som på sina egna hemsidor gett en annan bild än den som TV4 förmedlade. Tittarna har därmed fått möjlighet att se frågan ur en annan vinkel. Även i de andra säsongerna har byggare riktat kritik mot programmet för bristande saklighet och programmets trovärdighet har ifrågasatts av företagen.

#### Granskningsnämnden
Under programmets säsonger har Granskningsnämnden erhållit flera anmälningar och därefter gjort bedömningar. Tre av anmälningarna under 2010 och 2011 ledde till fällning, eftersom avsnitten ansågs strida mot kravet på saklighet. Ett avsnitt fick kritik. År 2013 fälldes serien igen gällande ett avsnitt som Granskningsnämnden ansåg strida mot kravet på saklighet.

#### Journalistförbundets yrkesetiska nämnd
Journalistförbundets yrkesetiska nämnd kritiserade TV4-redaktionen i ett beslut 2013 för att dold kamera och överraskningsintervju var fasta inslag i programformatet. Nämnden ifrågasatte om metoderna verkligen var motiverade vid varje enskilt tillfälle och skrev "Att göra dessa arbetsmetoder till en del av programformatet innebär att den enskilda journalisten fråntas möjligheten att välja journalistisk arbetsmetod från fall till fall. Det innebär i förlängningen att det kan vara svårt för journalisten att leva upp till de etiska reglerna och rollen som en självständig och trovärdig journalist."

### Liknande program
Åren 2010 och 2011 producerade och sände TV3 en liknande serie som fick namnet Byggfällan med Renée Nyberg som programledare och hennes bror Peter Nyberg som byggledare. Programmet hade ett liknande upplägg som Fuskbyggarna med att konsumenter som hade avstannade byggen sökte hjälp för att få byggena klara. Renée Nyberg fick uppdraget att söka upp och konfrontera hantverkarna (med advokaten Anton Strand) medan Peter Nyberg och hans bygg- och inredningsteam gjorde allt för att hinna bygga klart. Varje fall sade sig pågå i cirka en veckas tid, undantag ett fall där man fick hålla på i två veckor för att bli klara. I likhet med Fuskbyggarna handlade Byggfällan till största delen om vad skadan som hantverkaren påstods ha vållat snarare än på att bereda hantverkaren möjlighet att berätta sin version.

## Fuskbyggarnas sändningar
Under de fem säsongerna har Martin Timell och Lennart Ekdal/Per Nyberg delat på programledarrollerna. Timell har ansvarat för själva byggdelen medan Ekdal/Nyberg har skött konfrontationerna med de aktuella hantverkarna. I säsongerna med Martin Timell och Lennart Ekdal som programledare var det bägge som gemensamt sammanställde vilka frågor som skulle ställas till hantverkaren vid konfrontationsinslaget.

### Säsong 1 (2010)
| Nr | Granskade företag                          | Sändningsdatum               | Tittarsiffror |
| -- | ------------------------------------------ | ---------------------------- | ------------- |
| 1  | "Elegant Bygg AB"                          | 3 mars                       | 1 477 000     |
| 2  | "Sjödalshus och Bronson Bygg"              | 10 mars                      | 1 366 000     |
| 3  | "European Building Product AB1"            | 17 mars                      | 1 212 000     |
| 4  | "Falga Restaurang AB"                      | 24 mars (repris 2 mars 2011) | 972 000       |
| 5  | "Erikssons Hus & Trädgårds service"        | 31 mars                      | 1 030 000     |
| 6  | "PMW Norden Bygg"                          | 7 april                      | 946 000       |
| 7  | "Lvs Lösvirkesspecialisten Entreprenad AB" | 14 april                     | 1 059 000     |
| 8  | "Bygg Widmark & Platzer AB"                | 21 april                     | 1 057 000     |
| 9  | "Tords Tak & Plåt"                         | 28 april                     | 932 000       |
| 10 | "Åheden Bygg AB2"                          | 5 maj                        | 885 000       |

1 Programmet fick kritik från GRN men fälldes ej.
2 GRN ansåg att avsnittet stred mot kravet på saklighet och fällde programmet.

### Säsong 2 (2011)
| Nr | Granskade företag                           | Sändningsdatum | Tittarsiffror |
| -- | ------------------------------------------- | -------------- | ------------- |
| 1  | "Järntorget Bostad AB3"                     | 12 januari     | 1 160 000     |
| 2  | "Widhag Gruppen AB"                         | 19 januari     | 977 000       |
| 3  | "Svenska Villa och Stall AB"                | 26 januari     | 1 053 000     |
| 4  | "Husdoktorn AB och Byggrätt i Stockholm AB" | 2 februari     | 852 000       |
| 5  | "Njem Bygg AB"                              | 9 februari     | 922 000       |
| 6  | "PM Allservice"                             | 16 februari    | 903 000       |
| 7  | "Sparrman & Nätt Bygger AB4"                | 23 februari    | 862 000       |
| 8* | "X-Tra Lagom Produktion"                    | Sändes aldrig5 | -             |

3 GRN ansåg att avsnittet stred mot kravet på saklighet och fällde därför programmet på flera punkter.
4 GRN ansåg att avsnittet stred mot kravet på saklighet och fällde därför programmet.
5 Av okänt skäl utgick det sista avsnittet och istället repriserades det fjärde avsnittet från föregående säsong.

### Säsong 3 (2012)
| Nr | Granskade företag             | Sändningsdatum | Tittarsiffror |
| -- | ----------------------------- | -------------- | ------------- |
| 1  | "Autark AB"                   | 1 februari     | 924 000       |
| 3* | "Garincia AB"                 | 8 februari     | 849 000       |
| 4  | "Benjamins Bygg"              | 15 februari    | 851 000       |
| 5  | "JO Bygg & Fastighetsservice" | 22 februari    | 960 000       |
| 6  | "Tabsson Bygg AB"             | 29 februari    | 719 000       |
| 7  | "Insjöns Stomme & Panel"      | 7 mars         | 835 000       |
| 8  | "CKA Bygg & Entreprenad AB"   | 14 mars        | 701 000       |
| 2* | "MEAB AB"                     | Sändes aldrig6 | -             |

6 Av okänt skäl utgick det andra avsnittet och istället visades det tredje avsnittet och därefter alla andra avsnitt i följd fram till det åttonde avsnittet. 

### Säsong 4 (2013)
| Nr | Granskade företag                                     | Sändningsdatum | Tittarsiffror |
| -- | ----------------------------------------------------- | -------------- | ------------- |
| 1  | "Råby-Gärde Fastighetsförvaltning & BR A Fastigheter" | 7 mars         | 906 000       |
| 2  | "NDC Hus Hem & Trädgård AB"                           | 14 mars        | 679 000       |
| 3  | "Svenska Livsrum"                                     | 21 mars        | 663 000       |
| 4  | "Import Export Alexandru"                             | 28 mars        | 660 000       |
| 5  | "Stomspecialisten i Stockholm AB"                     | 4 april        | 649 000       |
| 6  | "Nylab"                                               | 11 april       | 744 000       |
| 7  | "KCB Construction"                                    | 18 april       | 744 000       |
| 8  | "Sör-Älgens Såg & Entreprenad AB7"                    | 25 april       | 718 000       |

7 GRN ansåg att avsnittet stred mot kravet på saklighet och fällde programmet.

### Säsong 5 (2014)
| Nr | Granskade företag                                   | Sändningsdatum | Tittarsiffror |
| -- | --------------------------------------------------- | -------------- | ------------- |
| 1  | "Parvin Bygg & Städ"                                | 6 mars         | 585 000       |
| 2  | "Renoveringsteamet i Sverige"                       | 13 mars        | 524 000       |
| 3  | "Zlatko's Bygg Byggproduktion i Limhamn AB"         | 20 mars        | 474 000       |
| 4  | "Jaro-Pol"                                          | 27 mars        | 529 000       |
| 5  | "Lukasz Bygg"                                       | 3 april        | 516 000       |
| 6  | "Joakim Strand Bygg & Badrum AB"                    | 10 april       | 497 000       |
| 7  | "Kontorstjänst & Byggkompagniet i Mellansverige AB" | 17 april       | 613 000       |
| 8  | "Cyncronia Bygg AB"                                 | 24 april       | 606 000       |

### Säsong 6 (2017)
| Nr | Granskade företag               | Sändningsdatum | Tittarsiffror |
| -- | ------------------------------- | -------------- | ------------- |
| 1  | "Hortlunds Bygg och Teknik AB"  | 22 augusti     | 902 000       |
| 2  | "K Jansson byggmästare"         | 29 augusti     | 791 000       |
| 3  | "Magnusson Fastighetsmäkleri"   | 5 september    | 681 000       |
| 4  | "Mira Engineering Group"        | 12 september   | 777 000       |
| 5  | "Svenska Takgruppen Sverige AB" | 19 september   | 695 000       |
| 6  |                                 | 26 september   |               |
| 7  |                                 | 3 oktober      |               |
| 8  |                                 | 10 oktober     |               |

### Säsong 7 (2019)
| Nr | Granskade företag                   | Sändningsdatum | Tittarsiffror |
| -- | ----------------------------------- | -------------- | ------------- |
| 1  | "Huddinge Söderbygg AB"             | 21 mars        |               |
| 2  | "Amin Tabet"                        | 28 mars        |               |
| 3  | "Zilex Byggnads AB"                 | 4 april        |               |
| 4  | "Timrå Mek & Bygg"                  | 11 april       |               |
| 5  | "Keramik och Teknik i Stockholm AB" | 25 april       |               |
| 6  | "Vitex Bygg & Renovering AB"        | 2 maj          |               |
| 7  |                                     | 9 maj          |               |
| 8  |                                     | 16 maj         |               |